# Chaetodon leucopleura
Chaetodon leucopleura е вид бодлоперка от семейство Chaetodontidae. Видът не е застрашен от изчезване.

## Разпространение и местообитание
Разпространен е в Джибути, Еритрея, Йемен, Кения, Оман, Саудитска Арабия, Сейшели, Сомалия, Судан и Танзания.
Обитава крайбрежията на океани, морета и рифове. Среща се на дълбочина от 7 до 246 m, при температура на водата от 23,3 до 26,2 °C и соленост 35,8 – 36 ‰.

## Описание
На дължина достигат до 18 cm.
Популацията на вида е стабилна.